# كلية علوم الحاسب وتقنية المعلومات (جامعة الملك فيصل)
كلية علوم الحاسب وتقنية المعلومات بجامعة الملك فيصل هي إحدى الكليات التي تهتم بدراسة مجال الحاسب الألي في جامعة الملك فيصل في محافظة الأحساء في المنطقة الشرقية في المملكة العربية السعودية.

## التاريخ
تأسست كلية علوم الحاسب وتقنية المعلومات في جامعة الملك فيصل في مدينة الهفوف بالأحساء في عام 1424 هـ لأقسام البنين، وفي عام 1429 هـ لأقسام البنات، وإعتمدت برامج علوم الحاسب ونظم المعلومات من قبل هيئة الاعتماد الأكاديمي للهندسة والتقنية بالولايات المتحدة في عام 1431 هـ، وفي عام 1433 هـ أفتتح قسم شبكات الحاسب لأقسام البنين، وفي عام 1434 هـ قبلت أول دفعة لبرامج مرحلة الماجستير.

## الأقسام العلمية
تشمل كلية علوم الحاسب وتقنية المعلومات 4 أقسام رئيسية وهي قسم علوم الحاسب، وقسم نظم المعلومات، وقسم الشبكات والاتصالات، وقسم هندسة الحاسوب. 

### قسم علوم الحاسب
قسم علوم الحاسب يقدم الدرجة العلمية التالية وهي بكالوريوس علوم الحاسب، وماجستير علوم الحاسب وماجستير الذكاء الاصطناعي.

### قسم نظم المعلومات
يُدرس في قسم نظم المعلومات جميع ما يتعلق بالأنظمة، والبرامج، والحوسبة، ويتطلب الحصول على بكالوريوس نظم المعلومات إجتياز الطالب 136 ساعة دراسة معتمدة، ومعرفة مفاهيم ومهارات علوم الحاسب ومفاهيم في مجال الإدارة والتخاطب والاتصال والعرض والتحليل والتصميم.

### قسم الشبكات والاتصالات
قسم الشبكات والاتصالات يقدم الدرجة العلمية التالية وهي بكالوريوس شبكات الحاسب.

### قسم هندسة الحاسوب
قسم هندسة الحاسوب الدرجة العلمية التالية وهي بكالوريوس هندسة الحاسوب.